# Расходимость пучка

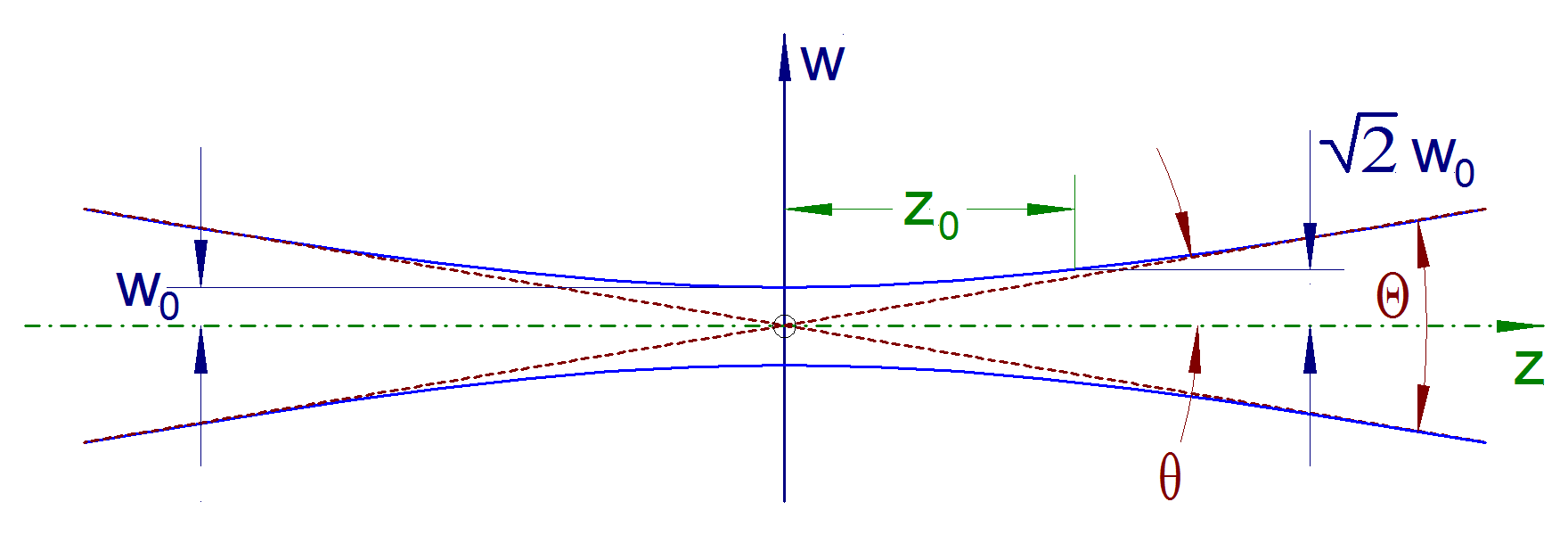
Диаметр пучка в зависимости от расстояния от фокусной плоскости.

В электромагнетизме, особенно в оптике, расходимость пучка (расходимость луча) — это угловая мера увеличения диаметра или радиуса луча по мере удаления от оптической апертуры или апертуры антенны, из которой выходит луч. Термин актуален только в области «дальнего поля», вдали от фокуса луча. На практике, однако, дальнее поле может начинаться физически близко к излучающей апертуре, в зависимости от диаметра апертуры и рабочей длины волны.
Расходимость пучка часто используется для характеристики электромагнитных лучей в оптическом режиме для случаев, когда апертура, из которой выходит пучок, очень велика по сравнению с длиной волны. Однако он также используется в радиочастотном (RF) диапазоне для случаев, когда антенна очень велика по сравнению с длиной волны.
Под расходимостью пучка обычно понимают луч круглого поперечного сечения, но это не обязательно так. Луч может, например, иметь эллиптическое поперечное сечение, и в этом случае должна быть указана ориентация расходимости пучка, например, относительно большой или малой оси эллиптического поперечного сечения.
Расходимость пучка можно вычислить, если знать диаметр луча в двух отдельных точках, удалённых от любого фокуса (Di, Df), и расстояние (l) между этими точками. Расходимость пучка, {\displaystyle \Theta }, задаётся как
{\displaystyle \Theta =2\arctan \left({\frac {D_{f}-D_{i}}{2l}}\right).}
Если коллимированный луч фокусируется линзой, то диаметр {\displaystyle D_{m}} пучка в задней фокальной плоскости линзы связан с расходимостью исходного пучка соотношением
{\displaystyle \Theta ={\frac {D_{m}}{f}},\,}
где f — фокусное расстояние линзы. Обратите внимание, что это измерение действительно только тогда, когда размер луча измеряется в задней фокальной плоскости линзы, то есть там, где фокус будет лежать для действительно коллимированного луча, а не в фактическом фокусе луча, который будет находиться позади задней части фокальной плоскости для расходящегося пучка.
Как и все электромагнитные лучи, лазеры подвержены расходимости, которая измеряется миллирадианами (мрад) или градусами. Для многих применений предпочтителен пучок с меньшей расходимостью. Если пренебречь расходимостью из-за плохого качества луча, расходимость лазерного луча пропорциональна его длине волны и обратно пропорциональна диаметру луча в его самом узком месте. Например, ультрафиолетовый лазер, излучающий на длине волны 308 нм, будет иметь меньшую расходимость, чем инфракрасный лазер на 808 нм, если оба имеют одинаковый минимальный диаметр луча. Расходимость лазерных лучей хорошего качества моделируется с использованием математики гауссовых лучей.
Гауссовы лазерные лучи называются ограниченными дифракцией, если их радиальная расходимость {\displaystyle \theta =\Theta /2} близка к минимально возможному значению, которое даётся формулой
{\displaystyle \theta ={\lambda  \over \pi w},}
где {\displaystyle \lambda } — длина волны лазера и {\displaystyle w} — диаметр луча в самом узком месте, которое называется «перетяжкой луча». Этот тип расходимости луча наблюдается в оптимизированных лазерных резонаторах. Информация о дифракционной расходимости когерентного пучка по сути даётся интерферометрическим уравнением с N-щелями.